# Curtea de Argeș
Curtea de Argeș (magyarul: Argyasudvarhely) város Romániában, Argeș megyében, Havasalföldön. A városhoz tartozik egy falu, Noapteș is.

## Népessége

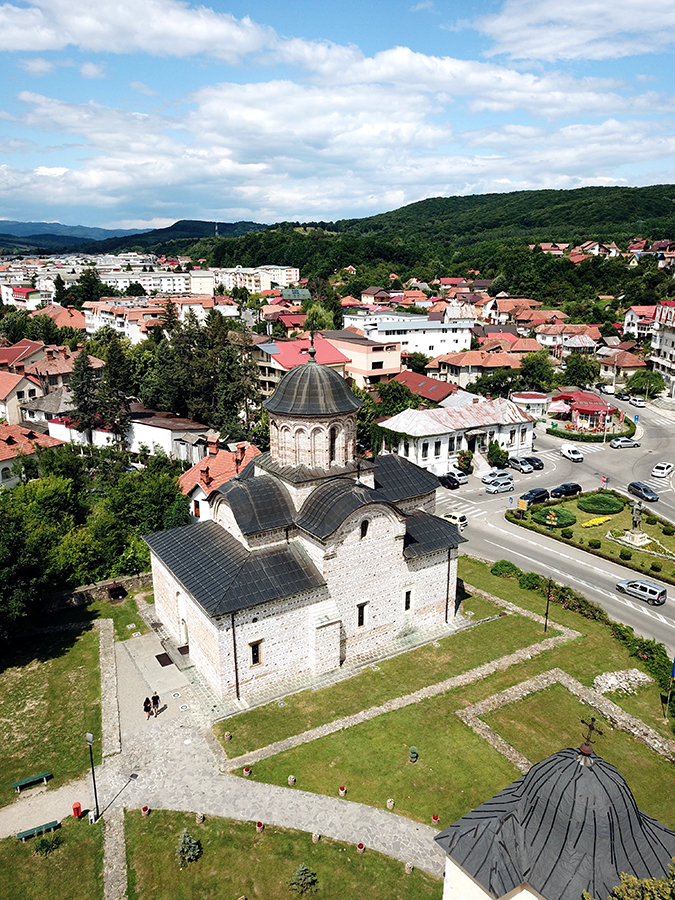
Árgyasudvarhely, Curtea de Argeș - légi fotó

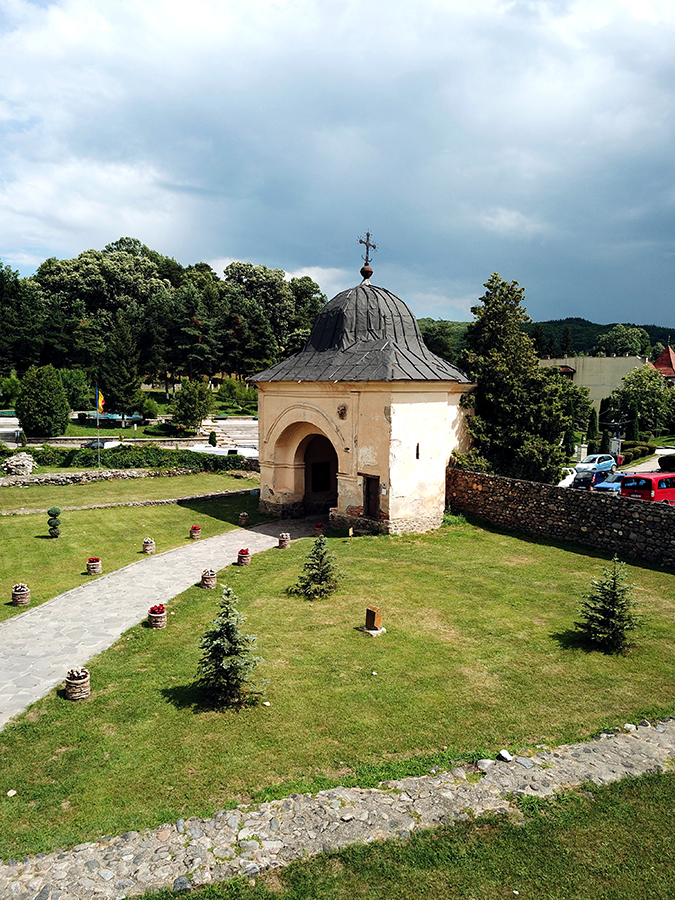
Árgyasudvarhely, Curtea de Argeș

| Lakosok száma | 6279 | 6809 | 9180 | 10 764 | 16 424 | 35 824 | 32 510 | 27 359 | 33 418 | 25 977 |
|               | 1912 | 1930 | 1948 | 1956   | 1966   | 1992   | 2002   | 2011   | 2016   | 2021   |

## Története
Egyes történészek szerint itt székelhetett Szaniszló, a Johannita lovagrend diplomájában említett államképződmény feje.
A monda szerint a várost 1290 körül alapította Fekete vajda (Negru Vodă), aki a Fogarasi-havasokból ereszkedett le. A dák-román kontinuitáselméletet valló történészek szerint Fekete vajda maga Litovoi volt.
Itt volt I. Basarab havasalföldi fejedelem fejedelem udvara, amely I. Károly magyar király 1330-as támadásakor megsemmisült a várával együtt. Akkor a fejedelmi udvar ideiglenesen Câmpulung Muscelre költözött.
Egy ideig itt működött az esztergomi érsekségnek alárendelt Magyar–Oláhországi római katolikus püspökség (Mitropolia Ungro-Vlachiei), amelyet 1359-ben Basarab fia, Miklós Sándor havasalföldi fejedelem alapított. Később a római-katolikus püspökség megszűnt, és helyét egy ortodox egyházkerület vette át.
A város jelenlegi nevét a 16. század óta használják, miután V. Basarab havasalföldi fejedelem a ma is itt álló Curtea de Argeș-i kolostort megalapította.

## Nevezetességei
Bizánci és posztbizánci templomai, köztük a Curtea de Argeș-i kolostor püspöki székesegyháza a világörökségi javaslati listán szerepelnek.